# Vinovo
Vinovo (piemontiul: Vineuv) település Olaszországban, Piemont régióban, Torino megyében. Lakosainak száma 15 216 fő (2023. január 1.). Vinovo Candiolo, La Loggia, Moncalieri, Nichelino, None, Piobesi Torinese és Carignano községekkel határos.